# الزوارقة (الطيال)

تعديل مصدري - تعديل

الزوارقة هي إحدى قرى عزلة بني جبر بمديرية الطيال التابعة لمحافظة صنعاء، بلغ تعداد سكانها 167 نسمة حسب تعداد اليمن لعام 2004.